# Tiffany Thornton

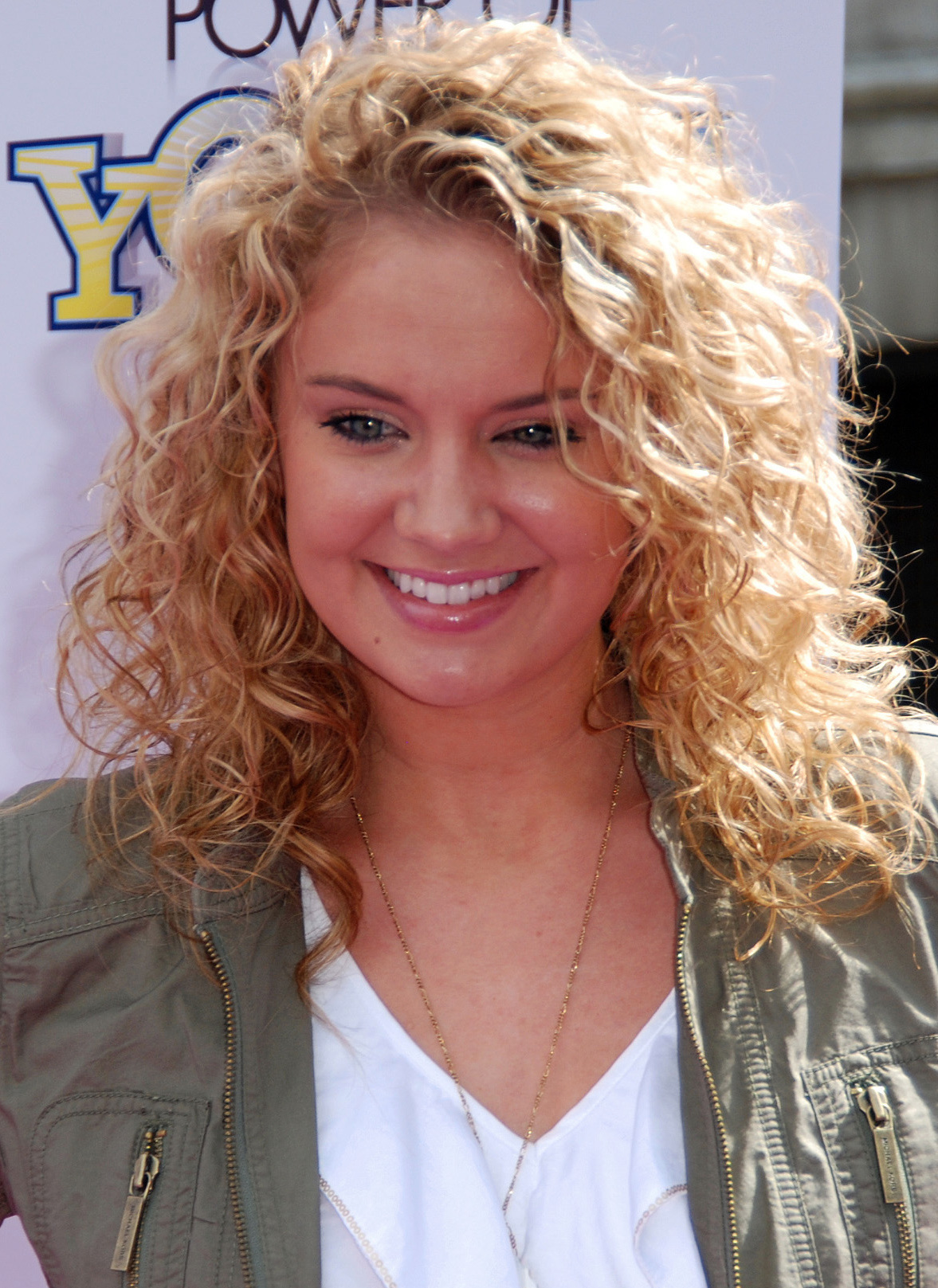
Tiffany Thornton bei dem Variety’s Power of Youth Event (2010)

Tiffany Dawn Thornton (* 14. Februar 1986 in College Station, Texas) ist eine US-amerikanische Schauspielerin und Sängerin. Thornton hat einen älteren Bruder und ist vor allem bekannt durch ihre Rolle der Tawni Hart in Sonny Munroe. Sie spielt auch im Disney Channel Original Movie KikeriPete mit und hatte außerdem mehrere Auftritte in den Disney-Serien wie Hannah Montana, Raven blickt durch und Die Zauberer vom Waverly Place.

## Leben
Im Dezember 2009 verlobte sich Thornton mit ihrem Freund Christopher Carney. Das Paar wurde am 12. November 2011 in Garvan Woodland Gardens (Hot Springs National Park) getraut. Eine der Brautjungfern war Demi Lovato, die auch den Brautstrauß fing.
Thornton ist Mutter eines Sohnes (* 2012).
Seine Patentante ist die Schauspielerin Cassie Scerbo.
2014 wurde sie Mutter eines weiteren Jungen. Ihr Ehemann Chris Carney starb Anfang Dezember 2015 bei einem Autounfall.

## Karriere
Thornton hatte 2004 ihr TV-Debüt in der Pilotfolge der Fox-Sitcom Quintuplets. Ab da tauchte sie in Gastrollen in diversen Serien auf, wie Meine wilden Töchter, American Dreams, O.C., California, Desperate Housewives, Raven blickt durch, Jericho – Der Anschlag, Die Zauberer vom Waverly Place und Hannah Montana. 2009 hatte sie in der Rolle der Tawni Hart in Sonny Munroe ihre erste Serien-Hauptrolle. 2011 übernahm sie in dem Spin-off der Serie, So ein Zufall!, ebenfalls wieder die Hauptrolle Tawni.

## Filmografie (Auswahl)
- 2004: Quintuplets (Fernsehserie, Episode 1x01)
- 2004: Meine wilden Töchter (8 Simple Rules, Fernsehserie, Episode 3x05)
- 2005: American Dreams (Fernsehserie, zwei Episoden)
- 2005–2006: O.C., California (The O.C., Fernsehserie, drei Episoden)
- 2006: Desperate Housewives (Fernsehserie, Episode 2x22)
- 2006: Raven blickt durch (That’s So Raven, Fernsehserie, Episode 4x11)
- 2006: Jericho – Der Anschlag (Jericho, Fernsehserie, Episode 1x01)
- 2007: Side Order of Life (Fernsehserie, Episode 1x09)
- 2007: Die Zauberer vom Waverly Place (Wizards of Waverly Place, Fernsehserie, Episode 1x09)
- 2007: Hell on Earth (Fernsehfilm)
- 2007–2008: Hannah Montana (Fernsehserie, zwei Episoden)
- 2009: KikeriPete (Hatching Pete, Fernsehfilm)
- 2009–2011: Sonny Munroe (Sonny with a Chance, Fernsehserie, 48 Episoden)
- 2010: Der Fisch-Club (Fish Hooks, Fernsehserie, eine Episode, Stimme)
- 2011: Die großen Feenspiele (Pixie Hollow Games, Stimme)
- 2011–2012: So ein Zufall! (So Random!, Fernsehserie, 26 Episoden)
- 2012: Game Change – Der Sarah-Palin-Effekt (Game Change, Fernsehfilm)

## Diskografie
- 2009: Let It Go (mit Mitchel Musso)
- 2009: Some Day My Prince Will Come
- 2009: If I Never Knew You
- 2009: I Believe (mit Kermit dem Frosch)
- 2009: Magic Mirror

## Auszeichnungen und Nominierungen
| Jahr | Auszeichnung      | Für                   | Kategorie    | Resultat |
| ---- | ----------------- | --------------------- | ------------ | -------- |
| 2010 | Teen Choice Award | Summer TV Star-Female | Sonny Munroe | Gewonnen |